# Steinunn Refsdóttir
Steinun Refsdóttir est une scalde islandaise active à la fin du Xe siècle.
Fille de Refr hinn mikill (« le Grand ») et de Finna, « Steinun était à la fois issue et mariée dans une puissante famille de prêtres-chefs (goðar) ». Elle est la mère du scalde Hofgarda-Refr Gestsson.
La Saga de Njál le Brûlé (102) rapporte qu'elle prêcha le paganisme à Thangbrand (en), un missionnaire envoyé en Islande par le roi de Norvège Óláf Tryggvason, tentant de démontrer la supériorité de Thor sur le Christ («  As-tu entendu dire, dit-elle, que Thórr provoqua le Christ en duel, mais qu'il n'osa pas se battre contre Thórr ? »). Elle composa en cette occasion deux strophes (lausavísur) dans lesquelles elle attribue à Thor le naufrage du navire de Thangbrand. Ces vers sont l'un des quelques témoignages de poésie scaldique pré-chrétienne composée par une femme. Ils sont aussi conservés dans la Kristni saga (9) et l’Óláfs saga Tryggvasonar en mesta (216).